# Maria Barys
Maria Barys-Szul (ur. w 1928) – Sprawiedliwa wśród Narodów Świata, w czasie II wojny światowej ukrywała i niosła wraz ze swoją rodziną czynną pomoc Żydom. Jej postać posłużyła jako inspiracja dla głównej bohaterki sztuki teatralnej Joanny H. Kraus zatytułowanej Angel in the night.

## Życiorys
Córka Michała oraz Katarzyny, wraz z rodzicami i rodzeństwem, mieszkała w Gajach Kudynowskich, w powiecie Zborów pod Tarnopolem. Po śmierci ojca Michała Barysa (1886-1942), który był komendantem Drużyny Bartoszowej w Gajach-Kudynowce, a jednocześnie bratem majora Mieczysława Barysa, Maria wraz ze swoją matką Katarzyną (zm. 1968) i pozostałym rodzeństwem, Franciszkiem, Kazimierzem, Janem (zm. 1972) oraz Heleną (zm. 1976) prowadziła gospodarstwo rolne. Jesienią 1942 roku rodzina Barysów przyjęła pod swój dach błąkającą się w tamtym rejonie Gustę (Goldę) Schechter z Olejowa, która przechodząc obok gospodarstwa rodziny Barysów poprosiła o nocleg dla siebie, swojej córki Frydy i syna Martina. Rodzina Barysów ukryła Gustę i opiekowała się nią oraz jej dziećmi przez kolejne lata wojny. Po tym jak rodzina Marii przyjęła Gustę Schechter, do gospodarstwa trafili również Mania (Maria) Nissenbaum i Leon Rosenberg ze Zborowa.
Dom wielokrotnie był przeszukiwany przez Niemców, ale dzięki temu, że kilka razy organizowano nową kryjówkę, ostatecznie nie udało im się znaleźć ukrywających się osób. W lipcu 1944 r., na krótko przed wyzwoleniem Rosenberg wyszedł z kryjówki i został rozpoznany przez Ukraińca, który wydał go Niemcom. Pozostałe osoby narodowości żydowskiej przeżyły wojnę i wyjechały, podobnie jak i rodzina Barysów, najpierw do Polski, a następnie na Zachód. W 1950 r. do USA, do Chicago, wyemigrowała wraz z dziećmi Golda (Gusta) Schechter.

## Odznaczenia i wyróżnienia
W 1982 r. Maria Barys-Szul, mieszkając w Kanadzie otrzymała tytuł Sprawiedliwej wśród Narodów Świata (sprawa 3233). Pomoc udzielona przez nią osobom narodowości żydowskiej stała się podstawą sztuki teatralnej napisanej przez Joannę H. Kraus, zatytułowanej „Angel in the Night”.
Materiały dotyczące pomocy udzielanej przez Marię Barys-Szul zostały przekazane do United States Holocaust Memorial Museum w Waszyngtonie przez Manię Birnberg.
W 1987 r. Instytut Jad Waszem przyznał tytuły Sprawiedliwych wśród Narodów Świata (sprawa 3610) także Kazimierzowi i Franciszkowi Barysom, którzy byli braćmi Marii Barys-Szul i w czasie wojny równie czynnie pomagali ukrywającym się w ich gospodarstwie osobom narodowości żydowskiej.